# Marcus Pereira
Marcus Pereira (São Paulo, 4 de abril de 1930 —  20 de fevereiro de 1981) foi um publicitário, pesquisador musical e posteriormente editor de discos de música brasileira e fundador da gravadora Discos Marcus Pereira.

## Histórico
Advogado e publicitário, Marcus Pereira fundou sua própria agência em 1960 e depois passou a trabalhar com a edição de discos. Em seu livro, Lembranças do amanhã da MG Editores Associados, de 1980, Marcus Pereira retrata a publicidade nos anos 1970 e 1980. Nesse livro discute aspectos da criação de uma agência, a profissão do publicitário, a publicidade como negócio, além de inventariar aspectos técnicos e artísticos da atividade, discutir sua linguagem a partir de anúncios clássicos da época, e falar sobre marcas, rádio, televisão e brindes. Marcus Pereira também mostra os principais vencedores do prêmio “Publicidade!”, de O Estado de S. Paulo nos anos 1960. Na época, o autor mantinha coluna assinada nesse periódico e mensalmente escolhia o melhor anúncio e oferecia um prêmio simbólico. Entre os agraciados da época estavam a Cia. SKF de rolamentos – em campanha criada pela agência Itapetininga, que destacava que destacava garotos brincando com carrinhos de rolimãs, para exaltar a qualidade dos produtos da empresa. Outro, feito para a Ford pela JW Thompson, era uma fotomontagem com uma cabeça que balançava exageradamente, advertindo “não se deixe enganar” e use apenas os amortecedores originais da Ford. Além deles, o publicitário destacou a revolução das máquinas de escrever Olivetti naquele período. O livro termina com o resultado das eleições para a Associação dos Profissionais de Propaganda (APP), na época.
Um grupo de amigos e amantes de música brasileira frequentava o Bar Jogral em São Paulo. Entre eles estavam o publicitário Marcus Pereira e o dono do bar Luis Carlos Paraná. O Jogral era o grande ponto de encontro da boa música brasileira na cidade. Em 1967, reunindo amizades e afetos para homenagear o compositor Paulo Vanzolini, lançavam o disco "Onze Sambas e uma Capoeira". O LP, que também marcava a estréia artística de Cristina Buarque, trazia a marca "Jogral". No ano seguinte gravavam um disco de choro, "Flauta, Cavaquinho e Violão". O pretexto era dar os discos como brinde de fim de ano da empresa de Marcus. Em 1973, a coleção de 4 discos "Música Popular do Nordeste" vale a Marcus o prêmio Estácio de Sá do MIS do Rio. Era o pretexto que faltava para abandonar sua rentável agência de publicidade e cuidar de uma nova empresa, a Discos Marcus Pereira.
Em 13 de fevereiro de 1981, após voltar de uma viagem de férias, Marcus Pereira cometeu suicídio, atirando em sua própria cabeça e vindo a falecer uma semana depois, em 20 de fevereiro, após complicações do ocorrido.